# 金伯莉·加西亚
加芙列拉·金伯莉·加西亚·莱昂（西班牙語：Gabriela Kimberly García León，1993年10月19日—），秘鲁女子田径运动员，2019年泛美运动会女子20公里竞走银牌得主、2022年世界田径锦标赛女子20公里竞走和女子35公里竞走金牌得主、2023年世界田径锦标赛女子35公里竞走银牌得主。